# Kyoto box
Kyoto box è un forno solare inventato da Jon Bohmer, un norvegese. L'invenzione, semplice ed economica gli ha permesso di vincere il primo premio (75000 $) del Financial Times Climate Change Challenge nel 2009.

## Caratteristiche
Il forno è composto da due scatole di cartone di cui la più grande, ha le pareti interne rivestite di alluminio mentre quella più piccola ha le pareti colorate di nero e da un vetro di plexiglas che le copre.
Se si diffondesse potrebbe ridurre significativamente il consumo di legna per accendere fuochi; inoltre può essere utile per bollire e sterilizzare l'acqua infetta.